# Artista del popolo della Federazione Russa
Artista del popolo della Federazione Russa (in russo Народный артист Российской Федерации?, Narodnyj artist Rossijskoj Federacii) è un titolo onorifico della Federazione Russa assegnato per altissimi meriti nel campo del teatro, della musica, circo, varietà e cinema. Incluso nel sistema dei premi di stato della Federazione Russa.